# E578
La ruta europea E578 és una carretera que forma part de la Xarxa de carreteres europees. Comença a Saratel (Romania) i finalitza a Xixis (Romania). Té una longitud de 234 km. Té una orientació de nord a sud.